# Goomalling
Goomalling – miasto w Australii, w stanie Australia Zachodnia.